# Kyritzer Platte

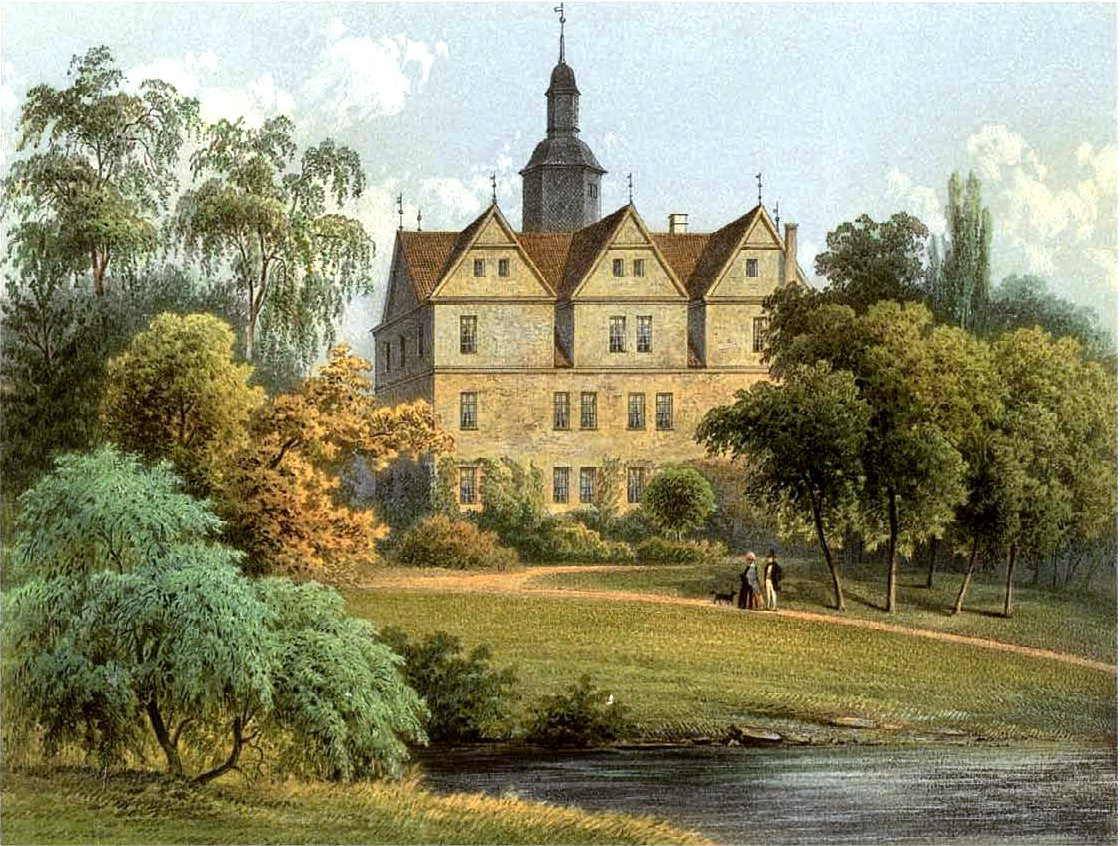
Schloss Demerthin im Herzen der Kyritzer Platte

Die Kyritzer Platte ist ein Naturraum im Nordbrandenburgischen Platten- und Hügelland. In der Naturräumlichen Gliederung Deutschlands bildet sie die Haupteinheit 773.

## Lage

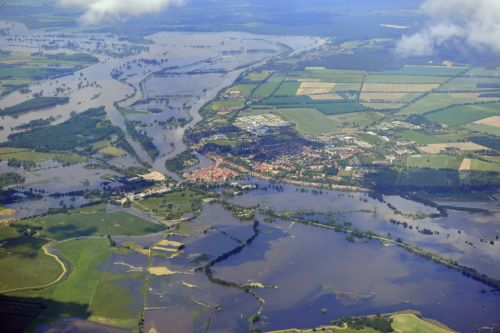
Die höher gelegene Kyritzer Platte zeichnet sich beim Elbehochwasser 2013 bei Havelberg gegenüber der überschwemmten Elbtal- und Havelniederung ab.

Die Kyritzer Platte liegt im Winkel zwischen der Perleberger Heide im Südwesten, der Prignitz im Norden und der Dosseniederung im Osten. Die Südspitze der Kyritzer Platte berührt das Untere Rhinluch. Morphologisch gehört auch die direkte nördliche Umgebung der Kernstadt Havelbergs zur Kyritzer Platte, wird aber von dieser durch die Perleberger Heide isoliert. Die Stadt Kyritz liegt am Ostrand der Landschaft.
Das Bundesamt für Naturschutz bezieht in seiner Darstellung die Kyritzer Platte in den Naturraum Prignitz mit ein.

## Beschreibung
Wie die nördlich angrenzende Prignitz handelt es sich bei der Kyritzer Platte um eine flachwellige Grundmoränenfläche. Zahlreiche Talniederungen wie jene der Karthane, Jäglitz und des Königsfließes sowie vereinzelte Sandhügel beleben das Landschaftsbild.
Bei den Bodenarten finden sich Sande und lehmige Sande etwa zu gleichen Teilen. In den Niederungen finden sich Flachmoorböden. Die Kyritzer Platte wird heute hauptsächlich landwirtschaftlich genutzt. Dazwischen finden sich nur kleine Waldstücke.
Als Naturschutzgebiet ist das 260 Hektar umfassende Naturschutzgebiet Königsfließ mit seinen Feuchtwiesen hervorzuheben.